# Provincia de Nuevo Leinster
Nuevo Leinster era una provincia de la Colonia de Nueva Zelanda, formada por la isla Stewart/Rakiura y llamada así por la provincia irlandesa de Leinster.
El gobernador William Hobson renombró la Isla Norte como Nuevo Úlster, la Isla Sur como Nuevo Munster y la Isla Stewart/Rakiura como Nuevo Leinster en 1840 en honor a las regiones correspondientes en Irlanda. Ese año, una Carta Real creó la colonia separada de Nueva Zelanda y las tres islas principales se llamaron oficialmente Nuevo Úlster, Nuevo Munster y Nuevo Leinster. Siendo mucho más pequeña que las otras dos provincias y casi sin población, existía solo en el papel, y era gobernada desde Auckland. Nuevo Leinster se fusionó con la provincia de Nuevo Munster con la aprobación del Acta de Constitución de Nueva Zelanda en 1846 y los nombres de las tres provincias fueron abolidos en 1852.